# Berchar
Berchar také Berthar (7. století - 688) byl v letech 686 až 687/688 franský majordomus královského paláce v Neustrii. Byl nástupcem Warattona, s jehož dcerou Anstrudou byl v manželském svazku.
Berchar byl franský aristokrat, který byl ženatý s Anstrudou, dcerou Warattona a Anseflédy. Když Waratto v roce 686 zemřel, vdova Ansfléda do úřadu majordoma prosadila právě svého zetě Berchara. Berchar se na rozdíl od svého předchudce snažil vrátit k politice bývalého majordoma Ebroina, který se snažil franské šlechtice podřídit centrální moci. Nespokojenost aristokratů se zvyšovala a vlivní lidé jako svatý Rieul, biskup z Remeše odešli do exilu v Austrasii, kde se snažili přesvědčit Pipina II. Prostředního, austrasijského majordoma k válečnému tažení do Neustrie.
V červnu 687 se obě strany střetly v bitvě u Tertry, v níž Berchar spolu s králem Theuderichem III. byli Pipinem II. poraženi. Mnoho Bercharových lidí uprchlo do nedalekých opatství Péronne a Saint-Quentin. Berchar a Theuderich III. po bitvě uprchli do Paříže, kam je Pipin pronásleoval a v jednání donutil Berchara opustit úřad majordoma. Král Theuderich III. byl donucen uznat Pipinovu nadvládu nad celou franskou říši, čímž byla pozice krále postavena do role roi fainéant v rukách majordoma. Pipin II. si vítězstvím u Tertry obě země podmanil, což se stalo významným mezníkem v historii Pipinovců, kteří si tímto vítězstvím zajistili hegemonii v celé franské říši.
Po ztrátě úřadu majordoma nechala vdova Ansefléda svého zetě Berchara zavraždit a svou dceru Anstrudu provdala za Drogona ze Champagne, syna Pipina II.